# 夏道镇区
夏道镇区為緬甸克耶邦壘固縣的鎮區。2014年人口6,742人，區域面積2,177.2平方公里。夏道為該鎮区首府。